# Sırrı Süreyya Önder

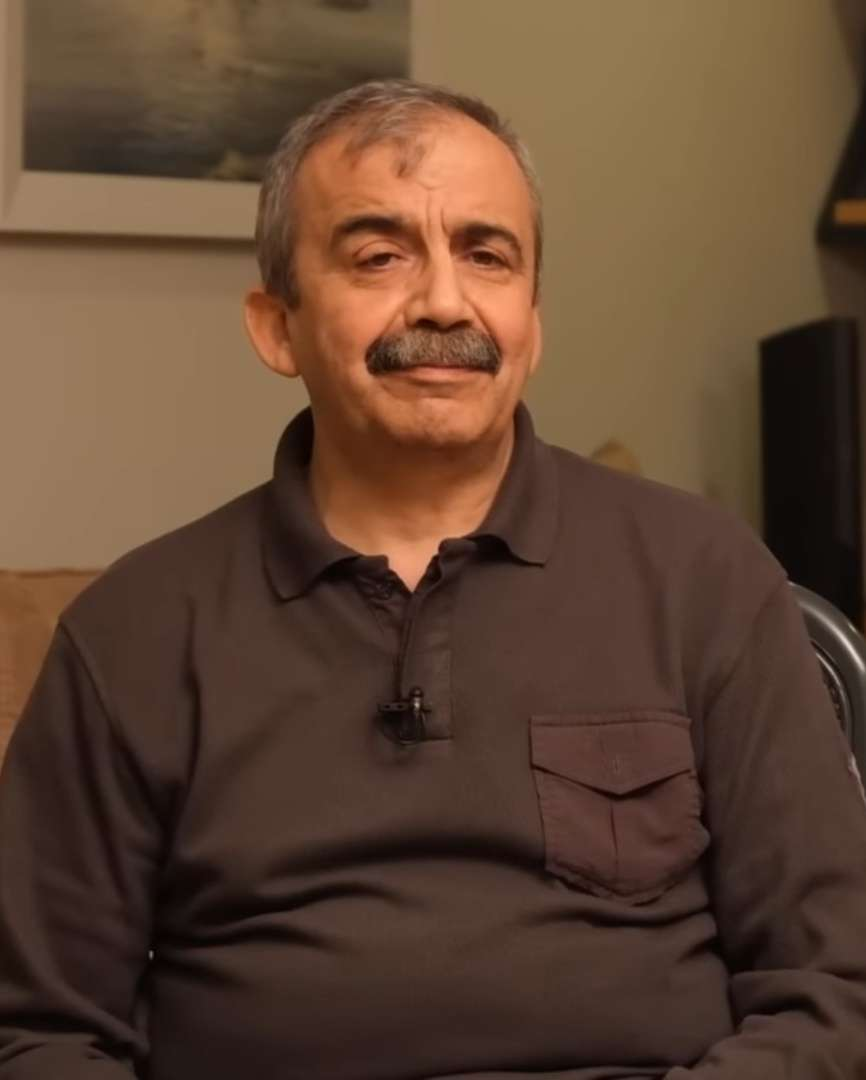
Sırrı Süreyya Önder (2023)

Sırrı Süreyya Önder (* 7. Juli 1962 in Adıyaman; † 3. Mai 2025 in Istanbul) war ein türkischer Regisseur, Schauspieler, Journalist und Politiker (BDP, dann HDP). Er saß drei Legislaturperioden als Abgeordneter in der Großen Nationalversammlung der Türkei.

## Leben
Önder kam als ältestes Kind einer Familie in Adıyaman zur Welt. Sein Vater war Mitgründer und Vorsitzender der Türkiye İşçi Partisi in Adıyaman. Er starb, als Önder noch ein Kind war. Daher übernahm dieser Gelegenheitsarbeiten, um seine Familie zu ernähren. Später erhielt er die Zulassung für ein Studium an der politikwissenschaftlichen Fakultät (tr. Mülkiye) der Universität Ankara.
2006 drehte er seinen ersten Film namens Beynelmilel (Die Internationale). In diesem Melodram schildert er das Leben einer Musikergruppe in Adıyaman nach dem Militärputsch 1980. Der Film gewann national und international einige Preise. Neben seiner Tätigkeit als Regisseur spielte er auch einige Rollen in diversen Filmen.
Önder war auch als Kolumnist bei verschiedenen Zeitungen tätig wie zum Beispiel der BirGün und der Radikal. Er verließ die Radikal, um in die Politik zu gehen.
Sırrı Süreyya Önder wurde am 15. April 2025 nach einem Herzinfarkt in ein Krankenhaus in Istanbul eingeliefert. Es wurde eine Aortendissektion diagnostiziert. Trotz einer sofortigen Operation und einer anfänglichen Stabilisierung starb Önder 18 Tage später, am 3. Mai, an Organversagen. Laut der PKK-nahen kurdischen Nachrichtenagentur ANF habe Önder zuvor maßgeblich zur Anbahnung des PKK-Kongresses beigetragen, der im Mai 2025 die Auflösung der Partei und deren bewaffneten Kampf ankündigte.

## Politische Karriere

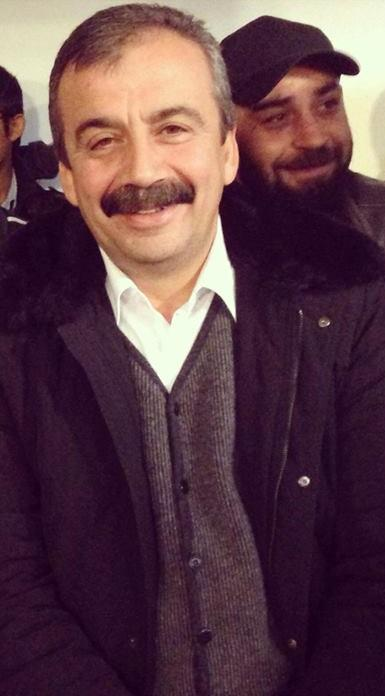
Sırrı Süreyya Önder (2013)

Für die Parlamentswahlen im Juni 2011 stellte er sich als unabhängiger Kandidat für Istanbul auf und wurde gewählt. Nach der Wahl trat er der Barış ve Demokrasi Partisi (BDP) bei. Önder war einer der BDP-Abgeordneten, die sich auf der Gefängnisinsel İmralı Anfang 2013 mit Abdullah Öcalan trafen, um eine neue Runde von Verhandlungen zwischen dem Staat und der PKK zu begleiten. Auf der Newrozveranstaltung 2013 in Diyarbakır verlas Önder einen Brief Öcalans, in dem unter anderem verkündet wurde, dass sich die PKK-Kämpfer aus der Türkei zurückziehen werden.
Önder beteiligte sich als einer der ersten Politiker an den Protesten in der Türkei 2013 und wurde leicht verletzt in ein Krankenhaus eingeliefert, weil er von einer Trängengasgranate in den Rücken getroffen worden war. Er wurde aber bald wieder entlassen.
Für die Kommunalwahlen im März 2014 beschlossen die BDP-Abgeordneten Önder, Sebahat Tuncel und Ertuğrul Kürkçü Ende Oktober 2013 aus der Partei auszutreten und sich der Halkların Demokratik Partisi (HDP – Die demokratische Partei der Völker) anzuschließen. Dahinter stand die Idee, mit der HDP größere Chancen bei Wahlen zu haben, weil die „Kurdenpartei“ BDP im Westen des Landes unattraktiv ist. Anfang Dezember 2013 wurde Önder als Kandidat der HDP für das Amt des Oberbürgermeisters von Istanbul aufgestellt, verlor aber. Önder zog als Abgeordneter für die Provinz Ankara in den Wahlen im Juni 2015 und November 2015 ein.

## Strafverfolgung und Prozesse
Nach dem Militärputsch 1980 gehörte Önder zu den Studenten, die gegen die Militärjunta waren. Wegen seiner Aktivitäten wurde er 1981 verhaftet und zu zwölf Jahren Gefängnis verurteilt. Er war sieben Jahre in Haft in verschiedenen Gefängnissen.
Im November 2016 wurde Önder von der Polizei vorübergehend festgenommen.
Am Tag nach dem HDP-Parteitag im Februar 2018 eröffnete die Staatsanwaltschaft Ankara ein Ermittlungsverfahren gegen Önder und die neugewählte Co-Vorsitzende Pervin Buldan wegen des Verdachts auf „Terrorpropaganda“ in ihren Parteitagsreden.
Am 7. September 2018 wurde Önder zu 3 Jahren und 6 Monaten Haft wegen Terrorpropaganda verurteilt.
Im Zuge einer Verhaftungswelle, bei der im September 2020 gegen 82 Personen, darunter zahlreiche ehemalige Abgeordnete, Bürgermeister, Funktionäre und andere Mitglieder der HDP, Haftbefehle erlassen bzw. (sofern nicht im Exil) vollstreckt wurden, wurde auch gegen Önder erneute Haft angeordnet. Nach einigen Tagen wurde er, als einer von wenigen der Festgenommenen, mit Meldeauflagen und Ausreiseverbot vorläufig auf freien Fuß gesetzt. Hintergrund ist ein 2019 eröffnetes Ermittlungsverfahren der Generalstaatsanwaltschaft Ankara, die den Betroffenen „Anstachelung zur Gewalt“ vorwirft. Aufgrund der Haltung der türkischen AKP-Regierung beim Kampf der Kurden gegen die versuchte Besetzung der syrisch-kurdischen Grenzregion um Kobanê durch ISIS-Milizen, weder selbst militärische Hilfe zu senden noch kurdische Kämpfer oder Waffen zur Unterstützung über die Grenze zu lassen, hatte die HDP im Oktober 2014 die Bevölkerung der Türkei zum unbefristeten Protest gegen die Regierung aufgerufen. Das hatte in vielen Städten zu Straßenschlachten mit türkischen Sicherheitskräften und mehreren Dutzend Toten geführt.

## Filme
- 2006: Beynelmilel – Die Internationale, Regisseur, Drehbuch, Schauspieler
- 2006: Sis ve Gece, Schauspieler
- 2008: O... Çocukları, Drehbuch
- 2009: Ejder Kapanı, Schauspieler
- 2011: Yeraltı, Schauspieler
- 2012: F Tipi film, Regisseur
- 2013: Düğün Dernek, Schauspieler

## Auszeichnungen
2006: The International, Best Picture Award 2007 International Adana Golden Boll Film Festival